# Loge Nos Vinxit Libertas
De vrijmetselaarsloge Nos Vinxit Libertas is een Amsterdamse loge die werkt onder de Orde van Vrijmetselaren onder het Grootoosten der Nederlanden. De loge is in 1887 toegetreden tot de orde, met nummer 69. In 2017 heeft de loge zijn 130-jarig jubileum kunnen vieren.

## Geschiedenis

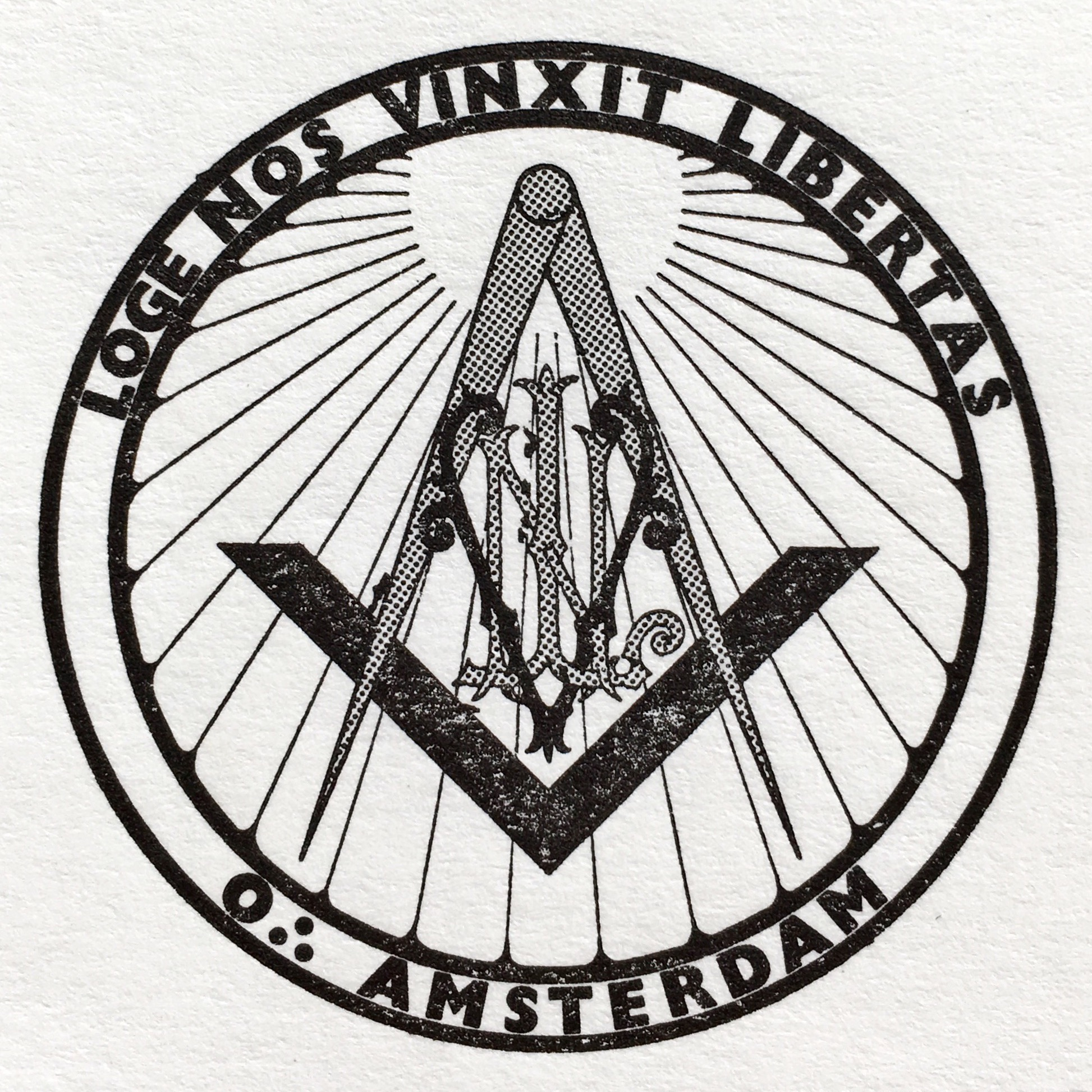
Een andere stempel gebruikt door de loge

In eerste instantie is de loge niet opgericht als Nos Vinxit Libertas, maar als 'Nederlandsche Vrije Loge', die zich afzette tegen de Nederlandse Grootloge. Reden hiervoor was dat de Grootmeester in die tijd, kroonprins Alexander, verkozen was niet vanwege verdienste, maar bijna automatisch als opvolger van de vorige grootmeester, prins Frederik.
In 1884 overleed prins Alexander, zonder andere mannelijke troonpretendenten in de koninklijke familie. In 1887 trad NVL weer toe tot de Orde, met dezelfde afkorting, maar nu de naam Nos Vinxit Libertas. Dit betekent letterlijk: "Ons heeft vrijheid gebonden", als verwijzing naar het vrijzinnige karakter van de Nederlandsche Vrije Loge.
Bekende leden waren onder meer:
- Hermannus van Tongeren - Grootmeester van de Orde tijdens de Tweede Wereldoorlog.[2]
- Dr. A. Winkler Prins - Bekend van de Winkler Prins Encyclopedieën.[3]

## Huidige situatie
Op dit moment komt de loge wekelijks bijeen, op de dinsdagavond, in het Amsterdamse Vrijmetselaarsgebouw aan de Vondelstraat. Activiteiten variëren van inwijdingen in de verschillende graden, die in de werkplaats worden uitgevoerd, maar ook comparities, waarbij de leden (broeders) van elkaar proberen te leren door van gedachten te wisselen over verschillende onderwerpen.
De loge heeft jaarlijks een open dag; het gebouw is verder ook jaarlijks geopend tijdens Open Monumentendag.